# Herma Schuschnigg

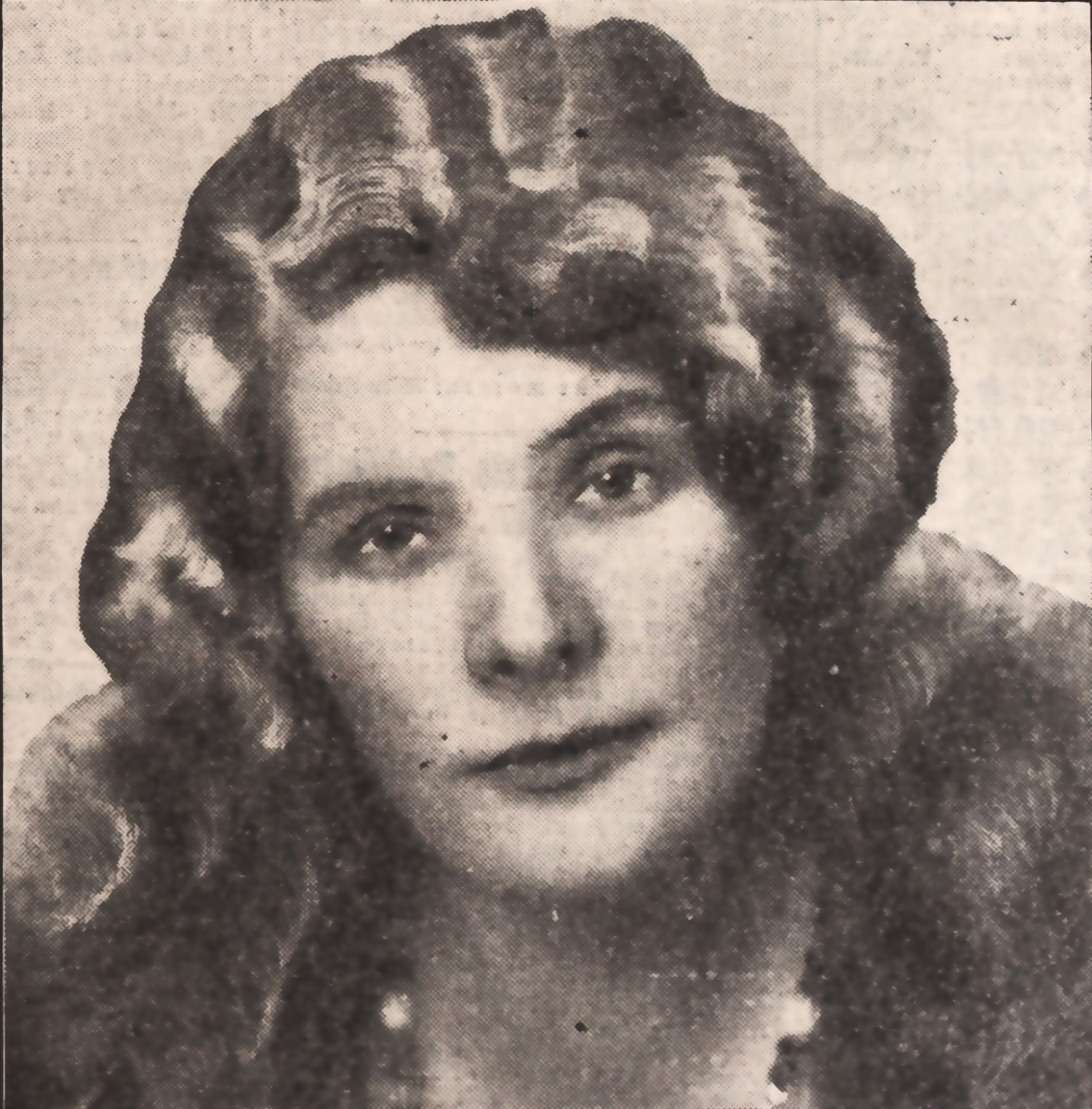
Herma (von) Schuschnigg

Herma Schuschnigg, geb. Hermine Anna Masera, zeitgenössisch auch von Schuschnigg (* 25. Juni 1900 in Bozen, Österreich-Ungarn; † 13. Juli 1935 bei Ebelsberg) war die Ehefrau des österreichischen Kanzlers Kurt Schuschnigg. Als solche war sie durch karitative Arbeit um das Image ihres autoritär regierenden Gatten bemüht. Nach ihrem Unfalltod wurde sie in den Medien als beispielhafte Frau ihrer Zeit dargestellt und bis 1938 mit zahlreichen Denkmälern gewürdigt. Mit dem Anschluss Österreichs an das Deutsche Reich kam das Gedenken an sie jedoch zum Erliegen.

## Biographie

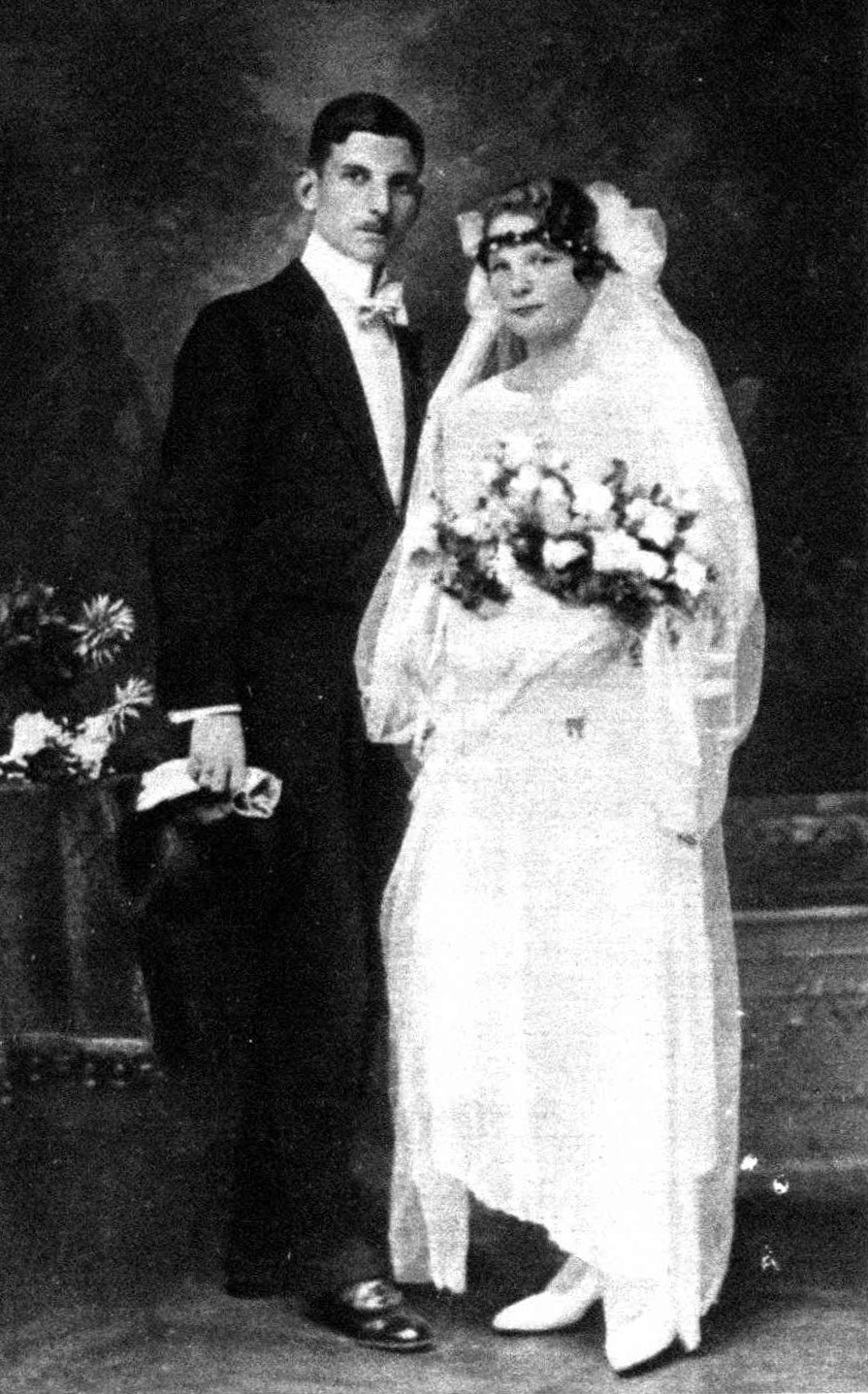
Hochzeitsfoto des Ehepaars Schuschnigg, 1924

Herma Masera (ihr Vorname Hermine wurde in der Regel zu Herma verkürzt) wurde als Tochter des Großkaufmannes Josef Masera in eine angesehene Südtiroler Familie geboren. Entgegen der häufigen Angabe des Geburtsjahres 1901 belegt der Eintrag im Register ihrer Heimatpfarre klar das Jahr 1900. Ihre Mutter Rosa (1865/66–1925) stammte aus dem Adelsgeschlecht An der Lan-Hochbrunn und war Schwester des Musikers Hartmann von An der Lan-Hochbrunn. Herma Masera, die sowohl Deutsch als auch Italienisch fließend beherrschte, besuchte in Innsbruck das Lyzeum der Ursulinen (heute Ursulinenschule Innsbruck). 1922 lernte sie über die Anwaltsfamilie Fischer, in deren Kanzlei der junge Kurt Schuschnigg zu arbeiten begonnen hatte, ihren späteren Ehemann kennen. Außerdem war sie eine Couleurdame (offizieller weiblicher Gast) bei Schuschniggs katholischer Studentenverbindung AV Austria Innsbruck. Das Paar heiratete 1924, 1926 kam ihr einziges Kind, Sohn Kurt († 2018), zur Welt.
Das Leben der nunmehrigen Herma Schuschnigg war vom politischen Aufstieg ihres Mannes bestimmt. Kurt Schuschnigg wurde 1927 in den Nationalrat gewählt, seine Frau folgte ihm 1930 eher unwillig nach Wien. Sie galt als zurückhaltend, vermisste Tirol und führte vorerst ein eher isoliertes Leben. Kurt Schuschnigg wurde 1932 Justizminister in der kurzlebigen (Jänner bis Mai) Bundesregierung Buresch II und blieb dies in der folgenden Bundesregierung Dollfuß I, 1933 wurde er außerdem Unterrichtsminister. Er trug damit den Wandel Österreichs von einer parlamentarischen Republik hin zum autoritären Ständestaat mit, an dessen Spitze er schließlich nach der Ermordung Engelbert Dollfuß’ im Juli 1934 überraschend selbst stand. Herma von Schuschnigg (Adelsprädikate waren seit dem Adelsaufhebungsgesetz 1919 abgeschafft, wurden aber im Ständestaat wieder zunehmend verwendet) fand sich damit in einer gesellschaftlich exponierten Position wieder. Im Bestreben, ihrem überlasteten Mann zu helfen, übernahm sie vertrauliche Post und Telefonate für ihn. Ihr Wunsch, dass er zurücktreten möge, blieb unerfüllt.

### Karitatives Engagement
Als „Frau Bundeskanzler“ (die Übertragung von Titeln auf den weiblichen Ehepartner war bis nach dem Zweiten Weltkrieg üblich) war Herma Schuschnigg angehalten, zum Ansehen ihres Ehemannes beizutragen. Sie tat dies durch umfangreiches karitatives Engagement. In Nachfolge von Alwine Dollfuß, der Gattin von Kurt Schuschniggs ermordetem Vorgänger, stand Herma Schuschnigg ab 1934 der Initiative „Weihnacht der Heimat“ vor, die 5000 bedürftigen Kindern in Wien einen Satz Winterkleidung zukommen ließ. Darüber hinaus unterstützte sie die Aktion „Nehmt hungernde Kinder zum Weihnachtstisch“, die besser situierte Personen aufforderte, an den Feiertagen ein Kind zu bewirten. Ab 1935 folgten weitere Initiativen: „Bekleidungsaktion“, „Muttertagsaktion“, „Firmungsaktion“ … Laut zeitgenössischen Berichten wurde so mehreren zehntausend Menschen in Schuschniggs Namen geholfen. Neben ihrer karitativen Tätigkeit nahm Herma von Schuschnigg verschiedene repräsentative Aufgaben wahr. Sie war unter anderem Fahnenmutter und Fahnenpatin der Ostmärkischen Sturmscharen. Deren Leitung organisierte nach ihrem Unfalltod einen Fonds zur Fortführung ihres Wirkens, Schuschniggs persönliche Agenden gingen an Bella Pernter, Ehefrau des Ministers Hans Pernter, über. Später wurden die wohltätigen Initiativen in der „Herma-von-Schuschnigg-Fürsorgeaktion“ (auch: „-Fürsorgewerk“) gebündelt. Diese Stiftung unter dem Ehrenschutz Kurt Schuschniggs wurde rückblickend als Versuch gesehen, die unzureichende staatliche Sozialpolitik durch private Spendenbereitschaft zu kompensieren, gleichzeitig fungierte sie als Propagandainstrument Schuschniggs.

### Unglück am 13. Juli 1935

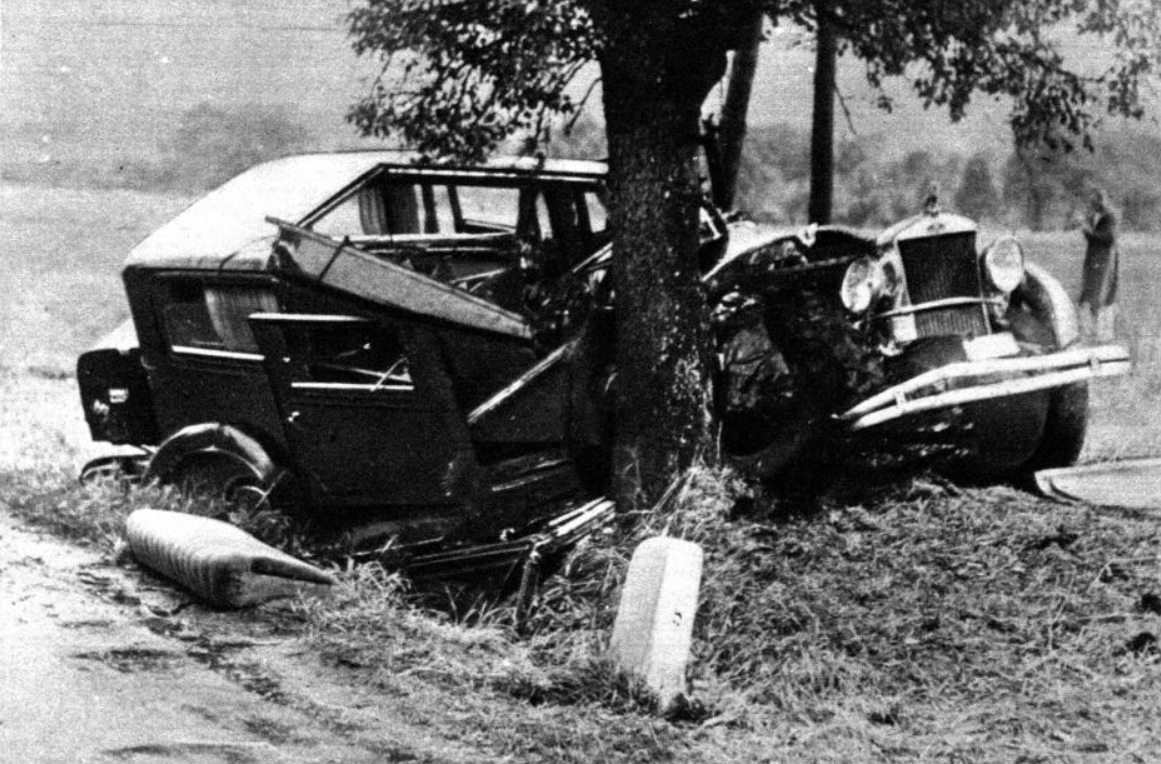
Der Unfallwagen, ein Gräf & Stift SP 8

Am 13. Juli 1935 befand sich Familie Schuschnigg auf dem Weg in den Sommerurlaub nach Sankt Gilgen. Dabei kam es um 12:26 Uhr auf der heutigen B1 zwischen den Ortschaften Asten und Ebelsberg (südöstlich von Linz) zu einem Unglück. Der Chauffeur verlor bei etwa 80 km/h die Kontrolle über die Staatslimousine, der Wagen rammte einen Birnbaum. Kurt und Herma von Schuschnigg wurden durch das offene Sonnenverdeck aus dem Auto geschleudert, der Kanzler blieb mit einer Schulterfraktur bewusstlos liegen, seine Ehefrau jedoch brach sich die obere Wirbelsäule und war sofort tot. Die anderen Insassen (Sohn Kurt, ein Kindermädchen, ein Polizist und der Chauffeur) wurden unterschiedlichen Grades verletzt.
Angesichts der fragilen politischen Verhältnisse war die zeitgenössische Berichterstattung bemüht, keinen Verdacht auf Fremdverschulden aufkommen zu lassen. Laut zeitgenössischen Berichten war der Wagen infolge eines leichten technischen Mangels an der Lenkung („Flattern der Räder“) mit einem Rad in den Straßengraben geraten. Der Wagen habe einen Randstein überfahren, sei dabei weiter beschädigt und somit unkontrollierbar geworden und habe daher schließlich den Baum gerammt. Nicht zuletzt, da der Vorfall sich fast genau ein Jahr nach der Ermordung von Engelbert Dollfuß ereignete, stand der Verdacht auf ein Attentat im Raum, er konnte jedoch nicht erhärtet werden. Kurt Schuschniggs Sohn erzählte noch 2018 in Interviews, dass der als zuverlässig bekannte Fahrer am Vorabend von einem Fremden ein Bier mit einem Schlafmittel bekommen hätte, daraufhin an seinem Tisch eingeschlafen sei und die Familie am Morgen vollkommen übermüdet abgeholt habe. So oder so habe nur ein kurzes Stück weiter ein Nationalsozialist mit einer Bombe auf das Auto der Kanzlerfamilie gewartet.
Das Unglück löste enormes Echo in Österreich und dem europäischen Ausland aus, Schaulustige pilgerten zur Unfallstelle und nahmen Rinde des Birnbaums als „Souvenir“ mit nach Hause. Aus dem verbündeten Italien kondolierten König Viktor Emanuel III., Benito Mussolini sowie Papst Pius XI. (der Ständestaat war betont katholisch), ebenso äußerten fast alle europäischen Staatsoberhäupter oder deren Repräsentanten in Wien ihr Beileid. Die Institutionen des gleichgeschalteten österreichischen Staatsapparates (Einheitspartei: Vaterländische Front) überschlugen sich mit Trauerbekundungen.

## Begräbnis und Gedenken

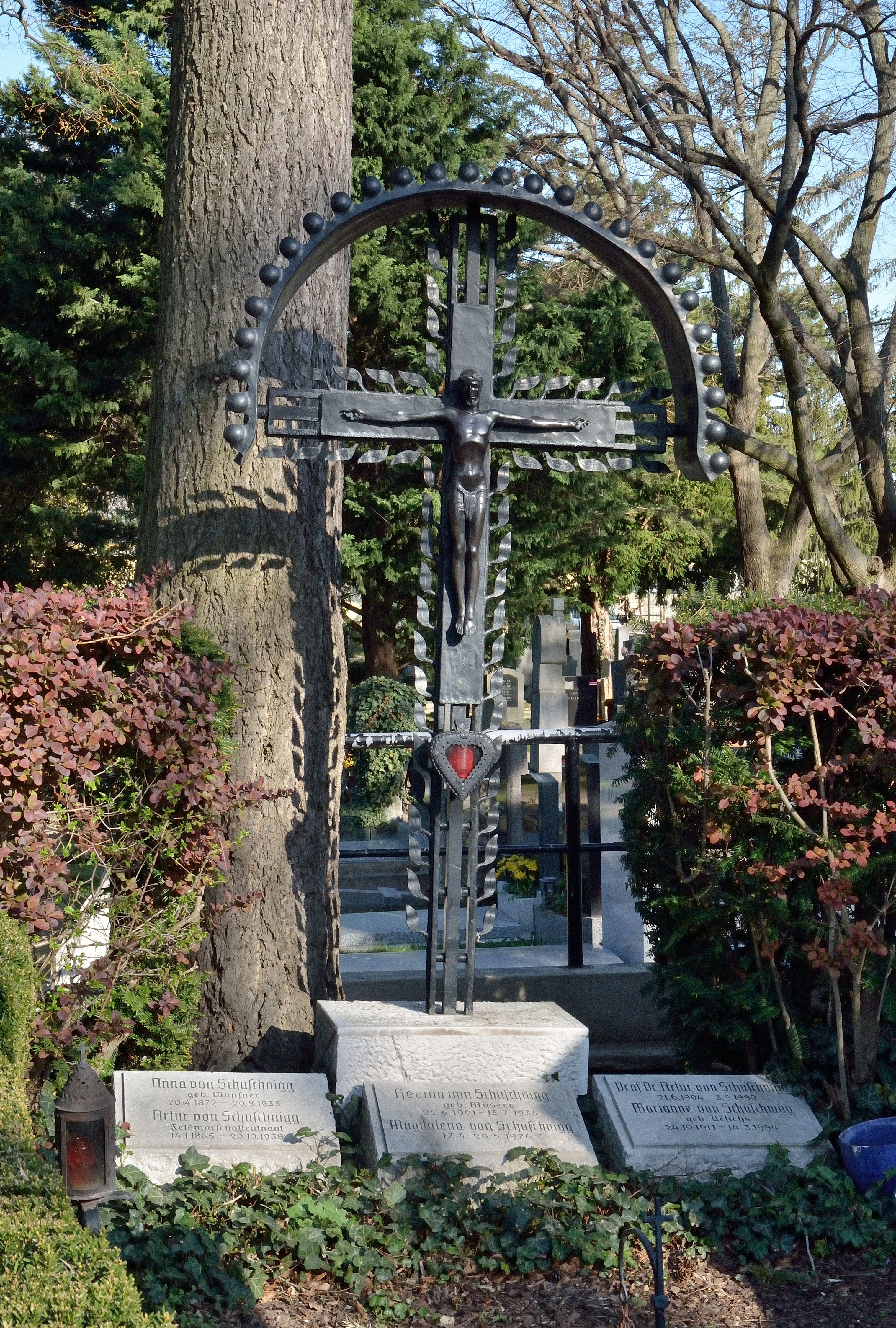
Herma Schuschniggs Grab am Hietzinger Friedhof

Herma von Schuschniggs Leichnam wurde vom Unfallsort in das Linzer Karmelitinnenklosters überführt, dort aufgebahrt und nach der Heiligen Messe durch Kanonikus Schöffecker feierlich eingesegnet.
Am 14. Juli wurde der Sarg mit dem Zug nach Wien überstellt und erst in einer improvisierten Halle am Bahnhof Wien Penzing, danach in der Hietzinger Pfarrkirche aufgebahrt. Dort fand am 16. Juli der Trauergottesdienst im Beisein von Erzbischof Theodor Innitzer, Bundespräsident Wilhelm Miklas und weiteren Vertretern der Staatsspitze statt, anschließend wurde der Sarg in einem pompösen Trauerzug zum Hietzinger Friedhof gebracht.
Bereits wenige Stunden nach Herma von Schuschniggs Tod verlas Radio Wien folgenden Nachruf:

„Wir trauern um eine wahrhaft edle, gütige Frau, die an der Seite ihres Mannes ihre Aufgabe vor allem darin erblickt hat, die Not der Ärmsten zu lindern, armen Kindern zu helfen und Tränen zu stillen. In die tiefe Trauer über das tragische Ende dieser vorbildlichen Frau, Gattin und Mutter klingt aber ein Gefühl heißen Dankes an die Vorsehung, daß uns der Bundeskanzler selbst erhalten blieb. Millionen Österreicherinnen und Österreicher nehmen innigsten Anteil an dem Leid, das er nun zu tragen hat.“

Herma von Schuschnigg wurde in dieser und zahlreichen weiteren Gedenkschriften zum Idealbild einer Frau im Ständestaat stilisiert: Die aufopferungsvolle, moralisch integre Gattin und Mutter, die, christlichen Idealen folgend, (unentgeltlich) Gutes für die Gemeinschaft tut. Kanzler Schuschnigg trug den Verlust nach außen hin mit der Gefasstheit, die von ihm erwartet wurde. Persönlich traf ihn der Verlust schwer, dennoch hatte er seit längerer Zeit ein außereheliches Verhältnis mit Anna Mahler gehabt, das er infolge des Unfalls, den er angeblich als göttliche Strafe dafür empfand, abbrach.

### Denkmäler
Monumente im Gedenken an Herma von Schuschnigg wurden an verschiedenen Orten Österreichs errichtet. Direkt an der Unfallstelle entstand zuerst ein Holzkreuz, dann ein Marterl, das noch heute besteht, allerdings in den 1960er-Jahren überarbeitet wurde. Am Sonnwendstein entstand eine Gedenkkapelle (Josefskapelle), die 1955 vom Österreichischen Cartellverband erworben wurde und seither als Gedenkort für seine Gefallenen genutzt wird. In St. Veit in Defereggen erinnert seit 1937 eine kleine Kapelle an einen Besuch der Kanzlersgattin, sie wurde 2007 restauriert. Ebenfalls 1937 wurden in der Wolfgangskirche in Kirchberg am Wechsel Glasfenster zu ihrem Gedenken gestiftet. Im Wiener Bezirk Wieden trägt ein Wohnblock Schuschniggs Namen, er wurde nach Kriegszerstörungen 1954/55 neu aufgebaut. Neben diesen (und eventuellen weiteren) noch bestehenden Denkmälern gab es eine Reihe von Monumenten, die ab 1938, als mit dem Anschluss Österreichs die Ideologie des Ständestaates jener des Dritten Reiches wich, aus politischen Gründen verschwanden, etwa eine Porträtbüste in Klosterneuburg. Andere, etwa eine Herma-von-Schuschnigg-Orgel in der Pfarrkirche Steinach am Brenner, fielen im Lauf der Jahrzehnte verschiedenen Erneuerungen zum Opfer.

Denkmäler
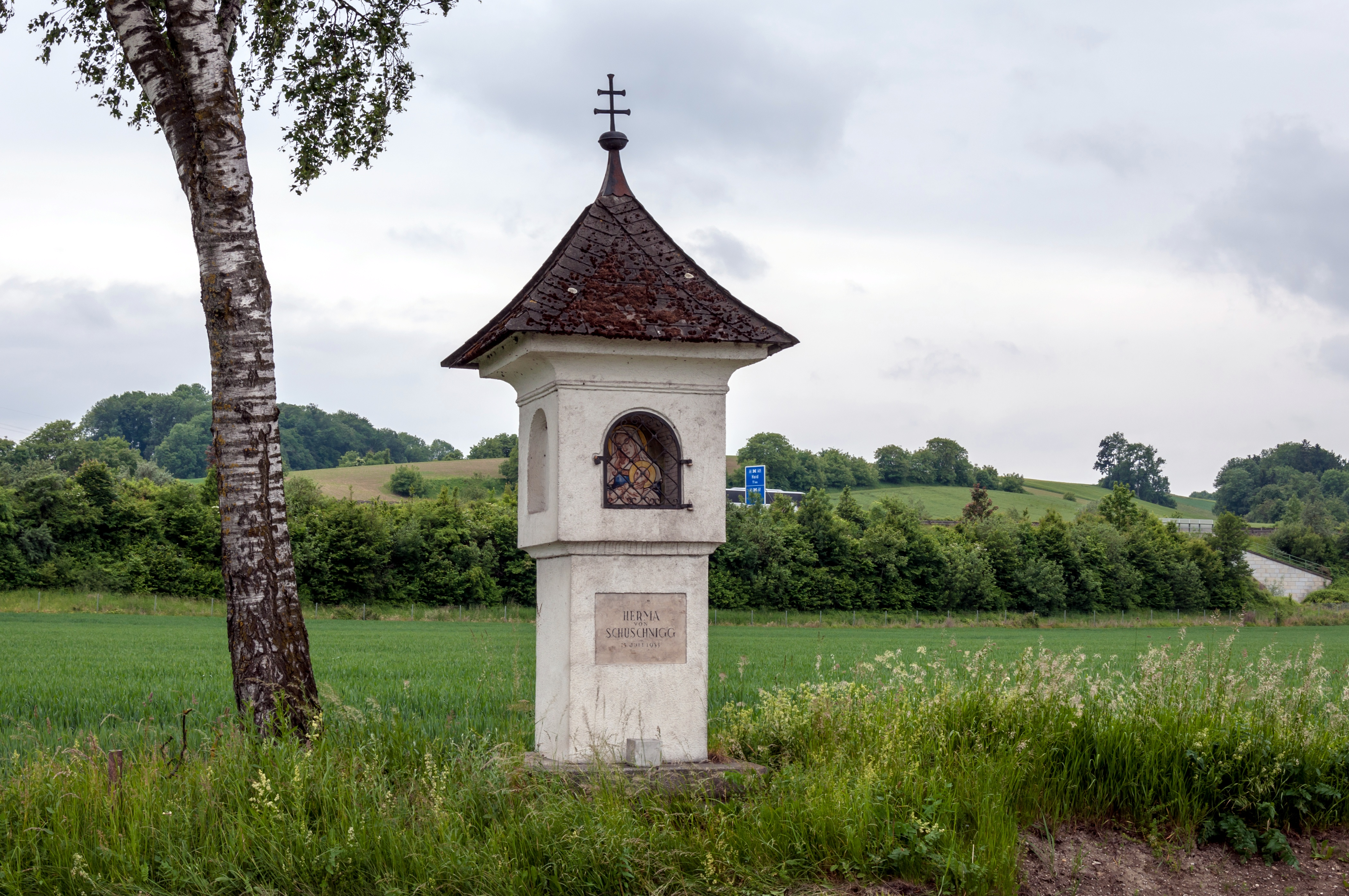
Marterl an der Unfallstelle
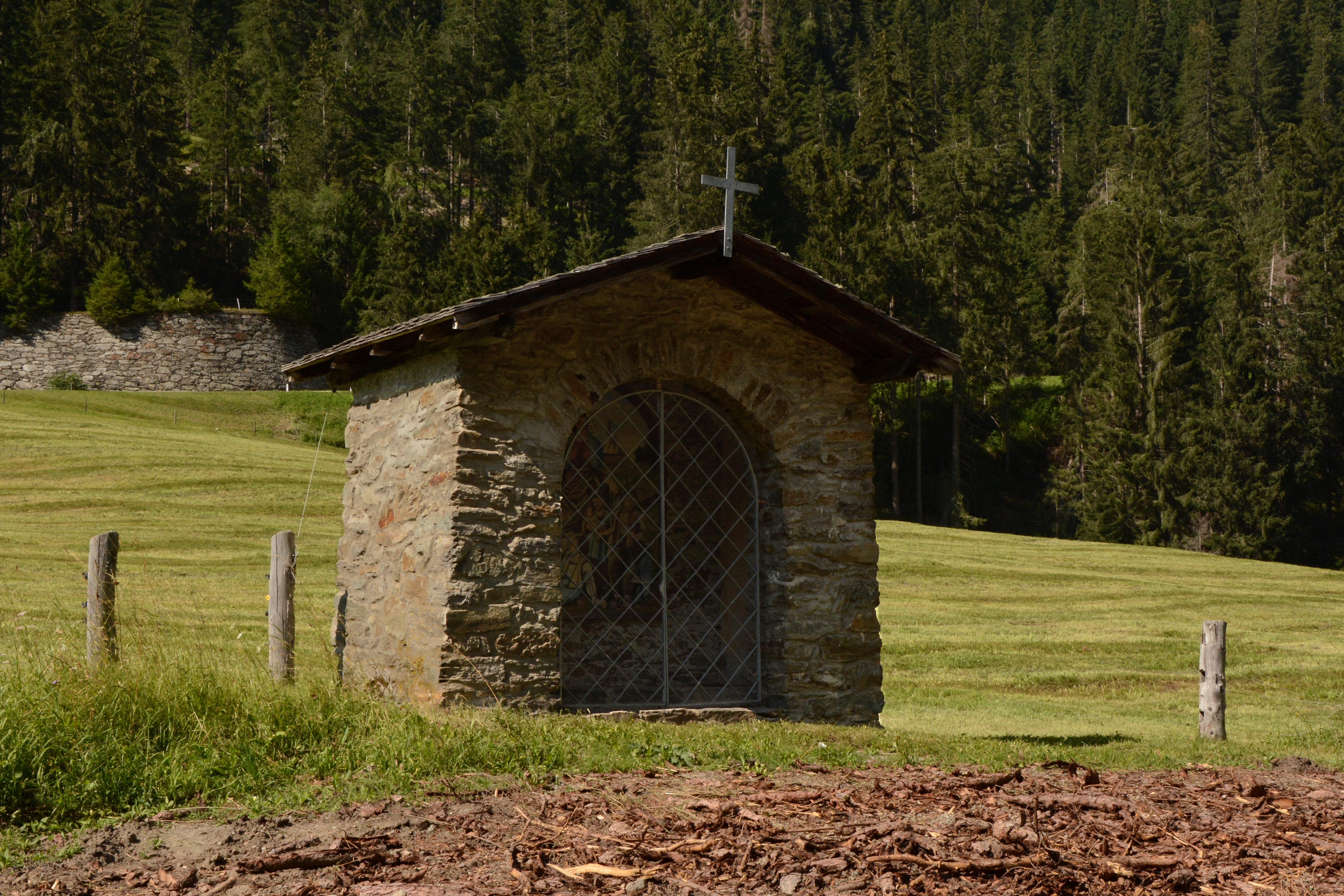
Kapelle in St. Veit in Defereggen
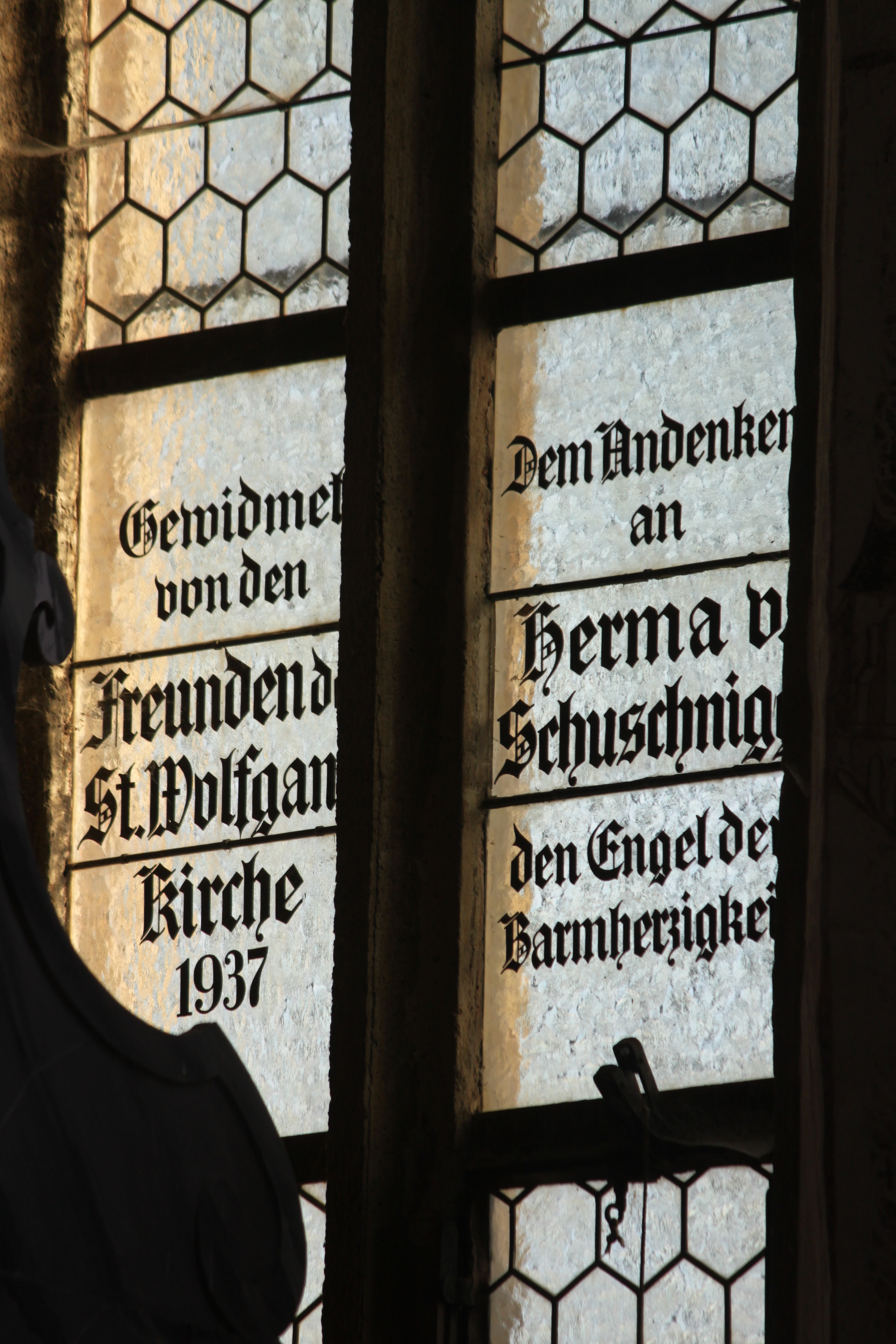
Glasfenster in Kirchberg am Wechsel
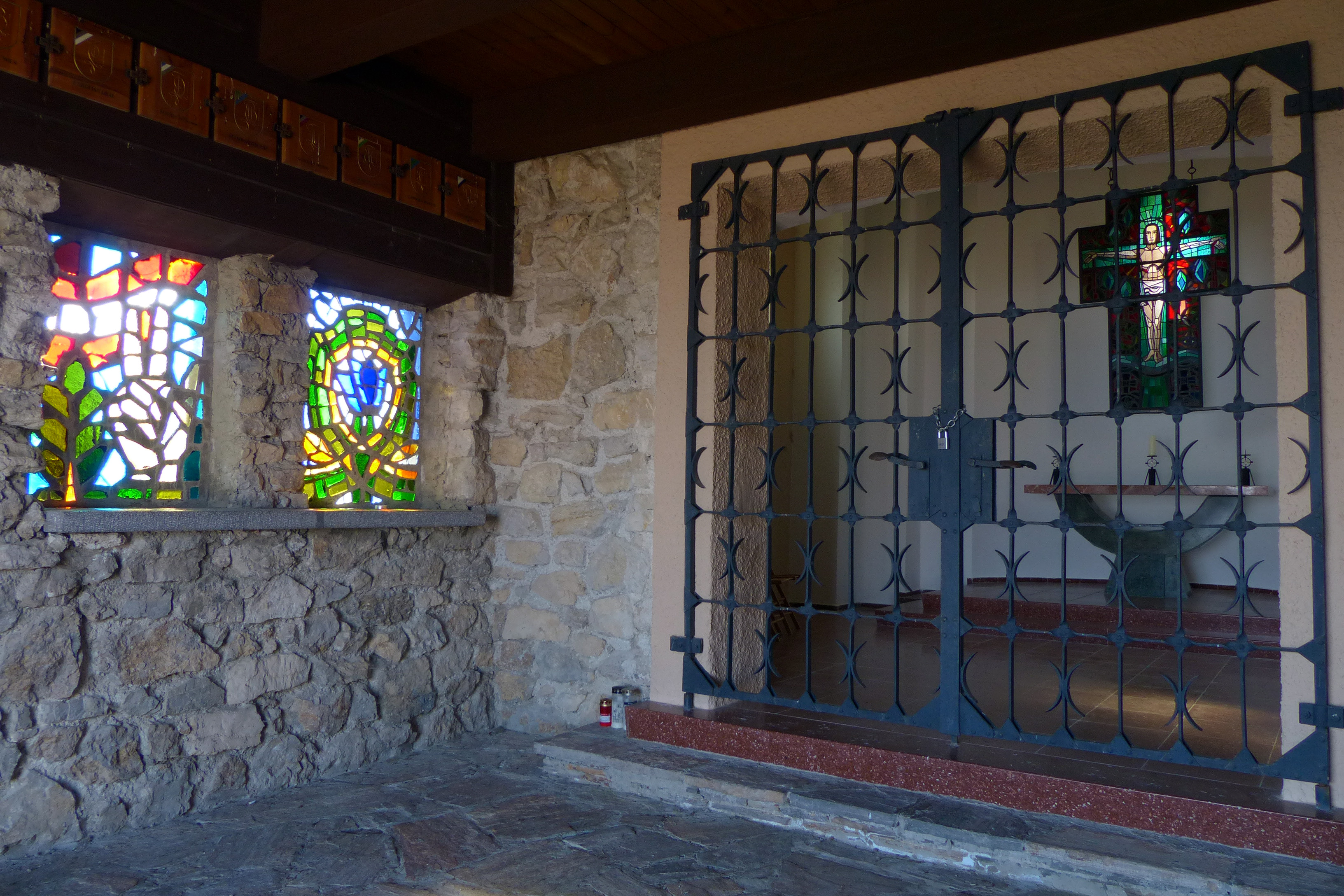
Innenansicht der Josefskapelle am Sonnwendstein
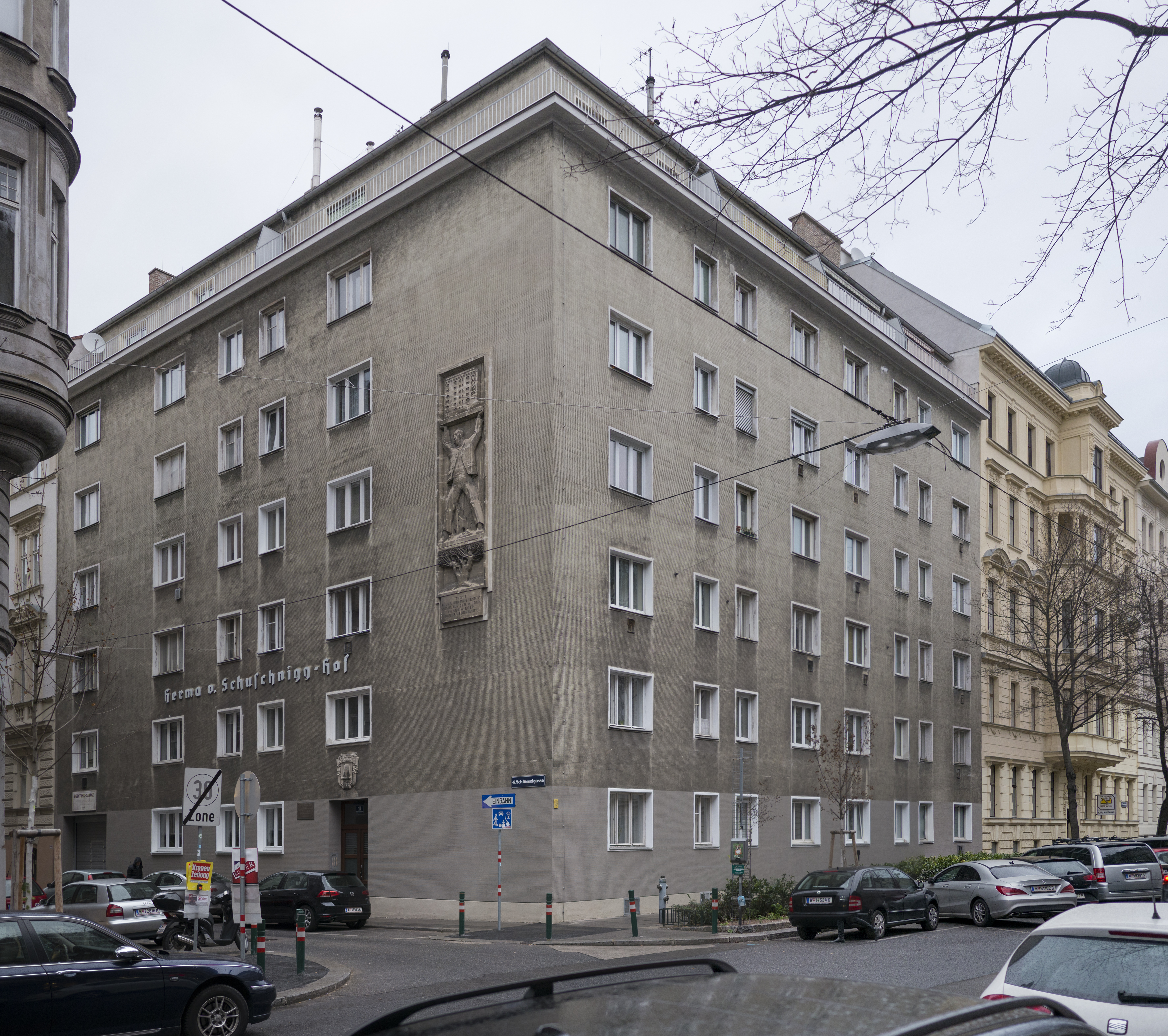
Der Herma-von-Schuschnigg-Hof in Wien